# Ибрагимов (кратер)
Ибрагимов (лат. Ibragimov) — кратер на Марсе. Диаметр — 87 км; находится на востоке плато Тавмасия (координаты центра — 25°26′ ю. ш. 59°34′ з. д. / 25,43° ю. ш. 59,57° з. д.)
Назван в августе 1982 года на Генеральной ассамблее Международного астрономического союза в честь азербайджанского и советского астрофизика Надира Ибрагимова, занимавшегося спектрофотометрией планет, в частности, Марса, и получившего ценные данные о его поверхности и атмосфере.